# Iuliu Moga
Iuliu Moga (n. 1 mai 1928, Ocna Mureș) este un fitotehnist român, specialist în culturi furajere, recunoscut pentru contribuțiile sale la dezvoltarea tehnologiilor intensive de cultivare a plantelor furajere anuale și perene. A activat peste patru decenii (1954–1998) ca cercetător la Stațiunea de Cercetare Agricolă (SCA) Mărculești, Institutul de Cercetare și Producție pentru Cultura Porumbului și Tehnologia Furajelor (ICCPT) Fundulea și ca profesor asociat la USAMV București. A publicat 15 lucrări monografice, 131 de articole științifice și 126 de broșuri de popularizare. A fost membru titular al Academiei de Științe Agricole și Silvice (ASAS) din 1990 și a primit Premiul „Ion Ionescu de la Brad” al Academiei Române (1975).

## Biografie
Copilărie și educație  
Iuliu Moga s-a născut la 1 mai 1928 în Ocna Mureș, județul Alba. A urmat școala primară în localitatea natală (1933–1939) și Liceul „Mihai Viteazul” din Cluj-Napoca, absolvind bacalaureatul în 1948. În 1949, a fost admis la Facultatea de Agronomie a Universității din Cluj, pe care a absolvit-o în 1953, obținând diploma de inginer agronom la secția „Selecția plantelor” cu rezultate excelente. 
În 1962, s-a înscris la studii de doctorat în agrofitotehnie sub îndrumarea profesorului Nicolae Zamfirescu, susținând în 1968 teza „Contribuții la stabilirea agrotehnicii plantelor furajere în condițiile pedoclimatice ale câmpiei Bărăganului”. A obținut titlul de „Doctor în Agronomie” la Institutul Agronomic București și titlul de „Doctor Docent în Științe” în 1975. 
Carieră profesională  
După absolvire, Iuliu Moga a fost repartizat la Stațiunea de Cercetare Agricolă Mărculești, județul Constanța (1954–1966), unde a ocupat pozițiile de asistent, cercetător științific, cercetător științific principal gradul III, șef de laborator și secretar științific. În 1968, s-a alăturat Laboratorului de Culturi Furajere al ICCPT Fundulea, unde a fost cercetător gradul I și șef al Laboratorului de Tehnologia Producerii Furajelor timp de 35 de ani. Din 1990, a fost conducător de doctorat, iar din 1999, profesor asociat la USAMV București. 

## Activitate științifică
Iuliu Moga a publicat 15 lucrări monografice, 131 de articole științifice și 126 de broșuri de popularizare, contribuind la dezvoltarea tehnologiilor intensive pentru culturile furajere. A efectuat cercetări în Câmpia Bărăganului, Dobrogea și alte zone irigate, colaborând cu specialiști precum E. Kellner, C. Bălan și Maria Schitea. A obținut brevete de invenție pentru tehnologiile dezvoltate. 
Culturi furajere perene  
A studiat cultura lucernei, raigrasului aristat și trifoiului roșu, publicând „Rezultate experimentale privind cultura lucernei în Câmpia Bărăganului și Dobrogea” (1964) și „Noi posibilități de sporire a producției și de îmbunătățirea calității culturilor perene” (1982). A optimizat tehnologiile pentru producerea semințelor de lucernă și trifoi roșu. 
Culturi furajere anuale  
A cercetat porumbul pentru siloz, iarba de Sudan, sorgul zaharat și sfecla furajeră, publicând „Contribuții la studiul culturii intercalate de porumb și soia pentru siloz în condițiile Câmpiei Bărăganului” (1964) și „Rezultate noi în domeniul culturilor succesive furajere” (1976). A introdus Crambe cordifolia ca plantă furajeră experimentală. 
Fertilizare și calitate  
A analizat efectele fertilizării organice și minerale, publicând „Influența îngrășămintelor asupra producției și calității plantelor furajere în condițiile Bărăganului” (1967) și „Efectul fertilizării organice asupra producției plantelor furajere irigate” (1986). A studiat bilanțul proteic și compoziția chimică a furajelor. 
Agrotehnică și asolamente'  
A optimizat asolamentele și tehnologiile de cultură, publicând „Producerea furajelor în cadrul asolamentelor” (1971) și „Criterii ce stau la baza optimizării culturilor furajere” (1974). A dezvoltat tehnologii pentru culturi succesive și intercalate. 
Biologia plantelor furajere  
A cercetat relația masă radiculară–masă vegetativă la lucernă și rezistența la temperaturi scăzute a raigrasului aristat, publicând „Relația, masă radiculară–masă vegetativă aeriană și dirijarea creșterii la lucerna pentru sămânță” (1988). 

## Activitate didactică
Din 1990, Iuliu Moga a fost conducător de doctorat, contribuind la formarea tinerilor specialiști. Ca profesor asociat la USAMV București (din 1999), a predat module practice privind culturile furajere. A susținut conferințe și cursuri de instruire pentru fermieri prin Casele Agronomului și ședințe județene. 

## Activitate managerială
Iuliu Moga a deținut funcții de conducere care au influențat cercetarea agricolă:
- Șef al Laboratorului de Tehnologia Producerii Furajelor, ICCPT Fundulea (35 de ani).
- Secretar științific la SCA Mărculești.
- Membru titular al ASAS (1994).

A reprezentat România la conferințe internaționale în Olanda (1963), Polonia (1969), URSS (1976) și București (1987, simpozion CAER). A efectuat vizite de documentare în Austria, Cehoslovacia și Ungaria. 

## Lucrări
Iuliu Moga a publicat 15 lucrări monografice, 131 de articole științifice și 126 de broșuri de popularizare. Dintre lucrările reprezentative:
- „Contribuții la studiul comportării sparcetei în Câmpia Bărăganului”, Probleme Agricole, nr. 6, 1958
- „Rezultatele experimentale privind cultura plantelor furajere perene și anuale pentru sămânță” (col.), Probleme Agricole, nr. 11, 1963
- „Contribuții la studiul culturii intercalate de porumb și soia pentru siloz în condițiile Câmpiei Bărăganului”, Probleme Agricole, nr. 5, 1964
- „Rezultatele experimentale privind cultura lucernei în Câmpia Bărăganului și Dobrogea” (col.), Probleme Agricole, nr. 9, 1964
- „Rezultate experimentale privind cultura lucernei și a porumbului pentru siloz în Câmpia Bărăganului” (col.), Analele ICCPT Fundulea, vol. XXIII, seria B, 1966
- „Influența îngrășămintelor asupra producției și calității plantelor furajere în condițiile Bărăganului” (col.), Probleme Agricole, nr. 11, 1967
- „Contribuții la stabilirea agrotehnicii plantelor furajere în condițiile pedoclimatice ale Bărăganului. Teză de doctorat. Autoreferat”, IANB, 1967
- „Cultura plantelor furajere în Câmpia Dunării” (col.), Editura Ceres, 1968, 113 pg
- „Date experimentale privind agrotehnica plantelor furajere în diferite condiții pedoclimatice din țară” (col.), Probleme Agricole, nr. 4, 1970
- „Quelques rezultats experimental concernant la culture des plantes foragères dans de conditions d’irrigation en Roumanie” (col.), Zeszty Problemmane Neuk Rolnezych, nr. 110, Polonia, 1970
- „Influența îngrășămintelor asupra producției plantelor furajere în cultura dublă în condiții de irigare” (col.), Analele ICCPT, vol. XXXVIII, seria B, 1972
- „Cultura porumbului” (coordonator T. Mureșan), Editura Ceres, 1973
- „Influența fertilizării asupra producției și calității lucernei în cultură asociată cu golomăț în condiții de irigare” (cu H. Slusanschi), Analele ICCPT, vol. XXXIX, seria B, 1973
- „Metode agrotehnice pentru sporirea producției agricole în Bărăgan” (col.), Editura Academiei RSR, 1973
- „Criterii ce stau la baza optimizării culturilor furajere” (col.), Revista de Zootehnie și Medicină Veterinară, nr. 7, 1974
- „Cultura plantelor furajere anuale”, Editura Ceres, 1974, 148 pg
- „Date experimentale privind dinamica producției și modul de exploatare a golomățului (Dactylis glomerata)” (cu Rodica Moga și col.), Analele ICCPT, vol. XL, seria B, 1975
- „Rezultate experimentale obținute în rețeaua ICCPT Fundulea la culturile perene irigate” (col.), Casa Agronomului Brașov, 1980
- „Rezultatele experimentale privind fertilizarea plantelor furajere” (col.), Analele ICCPT, vol. 50, 1982
- „Plante furajere perene” (col.), Editura Academiei Române, 1983, 152 pg
- „Nouvelle technologie de production des semences de lucerne” (col.), Buletin de l’Academie des Sciences Agricole et Forestières, 1984
- „Cercetări și rezultate obținute în domeniul tehnologiei de cultură a plantelor furajere pentru sămânță” (col.), Analele ICCPT, vol. LV, 1987
- „Cultura leguminoaselor perene”, Editura Ceres, 1993, 121 pg
- „Rezultatele experimentale obținute la cultura intercalată de porumb cu soia pentru siloz” (col.), Analele ICCPT, vol. LXI, 1994
- „Lucerna” (coord. P. Varga), Editura Ceres, 83 pg
- „Cultura plantelor furajere” (cu M.C. Mateiaș), Editura Agriș, 2000
- „Cultura plantelor furajere pentru sămânță” (cu Maria Schitea), Editura Ceres, 2000

## Premii și distincții
- Premiul „Ion Ionescu de la Brad” al Academiei Române (1975, pentru monografia „Lucerna”)
- Nominalizat „Omul Anului” de American Biographical Institute (1998)
- Nominalizat „Omul Anului” de Centrul Biografic Internațional Cambridge (1999)
- Inclus pe lista a 500 de personalități din cercetarea mondială, International Book of Honor (1999)
- Titlul de Doctor Docent în Științe (1975)
- Membru titular al ASAS (1994)

## Afilieri
- Conducător de doctorat (din 1990)
- Membru titular al Academiei de Științe Agricole și Silvice (1994)
- Profesor asociat la USAMV București (din 1999)
- Reprezentant al României la conferințe internaționale în Olanda, Polonia, URSS, Austria, Cehoslovacia, Ungaria și România